# ニコマコス倫理学
『ニコマコス倫理学』（ニコマコスりんりがく、古希: Ἠθικὰ Νικομάχεια、古代ギリシア語ラテン翻字: Ēthika Nikomacheia、羅: Ēthica Nicomachēa / Moribus ad Nicomachum、英: Nicomachean Ethics [ˌnaɪkɒməˈkiən, ˌnɪ-]）は、古代ギリシアの哲学者アリストテレスの倫理学に関する著作群を、息子のニコマコスらが編纂しまとめた書物である。
アリストテレスは、様々な研究領域で業績を残しており、倫理学に関しても多くの草案や講義ノートなどを残した。後にニコマコスがそれらを編纂したものが『ニコマコス倫理学』である。総じて10巻から成り立ち、倫理学の基本的な問題である「正しい生き方」を検討している。倫理学の研究史において、古典的価値が認められ、注釈や研究も加えられている。

## 構成

### 概要
全10巻から成る。
- 第1巻 - 全13章
  - 【序説】（1章-3章）
  - 【幸福】（4章-13章）
- 第2巻 - 全9章
  - 【倫理的な卓越性(徳)についての概説】（1章-9章）
- 第3巻 - 全12章
  - （続き）（1章-5章）
  - 【倫理的な卓越性(徳)についての各論】（6章-12章）
    - 【勇敢】（6章-9章）
    - 【節制】（10章-12章）
- 第4巻 - 全9章
  - （続き）（1章-9章）
    - 【財貨に関する徳】（1章-2章）
    - 【名誉に関する徳】（3章-4章）
    - 【怒りに関する徳】（5章）
    - 【人間の接触に関する徳】（6章-8章）
    - 【徳に似て非なるもの】（9章）
- 第5巻 - 全11章
  - （続き）
    - 【正義】（1章-11章）
- 第6巻 - 全13章
  - 【知性的な卓越性(徳)】（1章-13章）
    - 【概説】（1章-2章）
    - 【各論】（3章-8章）
    - 【実践の領域に属するその他の知性的な卓越性(徳)】（9章-11章）
    - 【知性的な卓越性(徳)に関する諸問題】（12章-13章）
- 第7巻 - 全14章
  - 【抑制と無抑制】（1章-10章）
  - 【快楽-A稿】（11章-14章）
- 第8巻 - 全14章
  - 【愛】（1章-14章）
- 第9巻 - 全12章
  - （続き）（1章-12章）
- 第10巻 - 全9章
  - 【快楽-B稿】（1章-5章）
  - 【結び】（6章-9章）

まず第1巻にて、
- 人間の性質としての「善（アガトン）」の追求と、その従属関係、そしてその最上位に来る「最高善（ト・アリストン）」について言及される冒頭の「序論」に続き、
- 自足的・充足的な「最高善（ト・アリストン）」と同義であるとみなすことができる「幸福（エウダイモニア）」についての概説が論じられ、それが「究極的な卓越性（徳、アレテー）に即しての魂の活動」であることを確認した上で、その末尾において、
- 「卓越性（徳、アレテー）」に関して、「倫理的卓越性」と「知性的卓越性」の区別が提示される。

それに続いて、各論として、
- 第2巻-第4巻では「倫理的卓越性」
- 第5巻では「正義（ディカイオシュネー）」
（※「倫理的卓越性」の一部）
- 第6巻では「知性的卓越性」
- 第7巻では「抑制（エンクラテイア）」と「快楽（ヘードネー）」
（※「卓越性・幸福」にまつわる補説1）
- 第8巻-第9巻では「愛（ピリア（フィリア））」
（※「卓越性・幸福」にまつわる補説2）

について各々述べられ、最後の第10巻にて（直前に挿入された「快楽」についての別稿を経つつ）
- 「幸福（エウダイモニア）」についての総括、人間的・実践的・国家社会的観点

が提示され、『政治学』への接続を匂わせつつ、締め括られる。

### 詳細

#### 第1巻（序説、幸福）
- 第1巻 - 全13章
  - 【序説】
    - 第1章 - あらゆる人間活動は何らかの「善（アガトン）」を追求している。諸々の「善（アガトン）」の間には従属関係がある。
    - 第2章 - 「人間的善」「最高善（ト・アリストン）」を目的とする活動は政治的活動である。我々の研究も政治学的な活動だと言える。
    - 第3章 - 素材が許す以上の厳密性を期待すべきではない。聴講者の条件。

  - 【幸福（エウダイモニア）】
    - 第4章 - 「最高善（ト・アリストン）」が「幸福（エウダイモニア）」であることは万人の容認せざるを得ないところだが、「幸福」が何であるかについては異論がある（聴講者の条件としての善き「習慣付け」の重要性）。
    - 第5章 - 「善」とか「幸福」とかは「快楽（ヘードネー）」や「名誉（ティメー）」や「富（プルートス）」には存しない。
    - 第6章 - 「善のイデア」。
    - 第7章 - 「最高善」は究極的な意味における目的であり自足的なものでなくてはならない。「幸福」はこのような性質を持つ。「幸福」とは何か、「人間の機能」から導く「幸福」の規定。
    - 第8章 - この規定は「幸福」に関する従来の諸々の見解に適合する。
    - 第9章 - 「幸福」は「学習」や「習慣付け」によって得られるものか、それとも神与のものか。
    - 第10章 - 人は生存中に「幸福」な人と言われ得るか。
    - 第11章 - 生きている人々の運・不運が死者の「幸福」に影響を持つか。
    - 第12章 - 「幸福」は「賞賛すべきもの」に属するか「尊ぶべきもの」に属するか。
    - 第13章 - 「卓越性（徳、アレテー）」論の序説 --- 人間の「機能」の区分。それに基づく人間の「卓越性（徳、アレテー）」の区別。「知性的卓越性」と「倫理的卓越性」。

#### 第2巻（倫理的な卓越性(徳)についての概説1）
- 第2巻 - 全9章
  - 【倫理的な卓越性(徳)についての概説】
    - 第1章 - 倫理的な卓越性（徳、アレテー）は本性的に与えられているものではない。それは行為を習慣（エトス）化することによって生まれる。
    - 第2章 - ではいかに行為すべきか、一般に過超と不足とを避けなければならない（中庸（メソテース））。
    - 第3章 - 「快楽（ヘードネー）」や「苦痛（リュペー）」が徳に対して有する重要性。
    - 第4章 - 徳を生じさせるに至る諸々の行為と、徳に即しての行為とは、同じ意味において「善き行為」であるのではない。
    - 第5章 - 徳とは何か。それは「情念（パトス）」でも「能力（デュナミス）」でもなく「状態（ヘクシス）」である。
    - 第6章 - ではいかなる「状態」であるか。それは「中（ト・メソン）」（中庸（メソテース））を選択すべき「状態」に他ならない。
    - 第7章 - 前章の定義の例示。
    - 第8章 - 両極端は「中（ト・メソン）」に対しても、また相互の間においても反対的である。
    - 第9章 - 「中（ト・メソン）」を得るための実際的な助言。

#### 第3巻（倫理的な卓越性(徳)についての概説2・各論1）
- 第3巻 - 全12章
  - （つづき）
    - 第1章 - 善い悪いと言われるのは「随意的」な行為である。「随意的」とは、1.強要的でなく、2.個々の場合の情況に関する無識に基づくものではない、ことを意味する。
    - 第2章 - 徳は「善い行為」が更に、3.「選択（プロアイレシス）」に基づくものであることを要求する。「選択（プロアイレシス）」とは「前もって思量した」ことである必要がある。
    - 第3章 - 「思量（ブーレウシス）」とは何か --- かくして「選択」とは「我々の自由と責任に属する事柄」に対する「思量的な欲求」である。
    - 第4章 - 「選択」が目的への諸々の手立てに関わるのに対して、「願望（ブーレーシス）」は目的それ自身に関わる。
    - 第5章 - かくして徳は我々の「自由（エレウテリア）」に属し、悪徳（カキア）もまた我々の責任に属する。

  - 【倫理的な卓越性(徳)についての各論】
  - 【勇敢（アンドレイア）】
    - 第6章 - 「勇敢」は恐怖と平然（特に戦いにおける死）に関わる。
    - 第7章 - それに対する悪徳、「怯懦（臆病、デイリア）」「無謀（トラシュテース）」など。
    - 第8章 - 「勇敢」に似て非なるもの五つ。
    - 第9章 - 「勇敢」の快苦との関係。

  - 【節制（ソープロシュネー）】
    - 第10章 - 「節制」は種として触覚的な肉体的快楽に関わる。
    - 第11章 - 「節制」と「放埒（アコラシア）」「無感覚（アナイステーシア）」。
    - 第12章 - 「放埒」は「怯懦（臆病）」より随意的なものであり、それだけにより多くの非難に値する。「放埒」と子供の「わがまま」の比較。

#### 第4巻（倫理的な卓越性(徳)についての各論2）
- 第4巻 - 全9章
  - 【財貨（クレーマタ）に関する徳】
    - 第1章 - 「寛厚（エレウテリオテース）」（※「放漫」と「けち」の中庸。）
    - 第2章 - 「豪華（メガロペレペイア）」（※価値あるものへの壮大な出費。「粗大・派手」と「細かさ」の中庸。）

  - 【名誉（ティメー）に関する徳】
    - 第3章 - 「矜持（メガロプシュキア）」（※「倨傲・傲慢」と「卑屈」の中庸。）
    - 第4章 - （名誉心の過剰・欠如に対する）「中庸（メソテース）」

  - 【怒り（オルゲー）に関する徳】
    - 第5章 - 「温和（プラオテース）」（※「癇癪持ち」と「意気地なし」の中庸。）

  - 【人間の接触に関する徳】
    - 第6章 - 「親愛（ピリア（フィリア））的」（※是々非々の付き合い。「機嫌取り・屈従」と「反対屋・敵対」の中庸。）
    - 第7章 - 「真実（アレーテイア）的、正直・率直」（※自己についての「虚飾」と「卑下（過剰謙遜）」の中庸。）
    - 第8章 - 「機知（エウトラペリア）的、時宜わきまえ」（※遊び・冗談・滑稽（緊張緩和行為）に対する適度な構え。「卑陋・道化・悪乗り」と「野暮・堅物」の中庸。）

  - 【徳に似て非なるもの】
    - 第9章 - 「羞恥（アイドース）」

#### 第5巻（正義）
- 第5巻 - 全11章
  - 【正義（ディカイオシュネー）】
    - 第1章 - 広狭二義における「正義」。
    - 第2章 - 狭義における「正義」。この意味の「正義」は「配分的正義」と「矯正的正義」に分かれる。
    - 第3章 - 「配分的正義」（幾何学的比例に基づく）
    - 第4章 - 「矯正的正義」（算術的比例に基づく）
    - 第5章 - 「応報的」ということ。交易における「正義」。
    - 第6章 - 「正義」と「市民社会」「法律」。
    - 第7章 - 「市民的正義」における「自然法」と「人為法」。
    - 第8章 - 厳密な意味における「不正を働く」ということ。
    - 第9章 - 人は自ら進んで「不正を働く」ことができるか。配分における「不正」の非は誰にあるか。
    - 第10章 - 「正義」に対する「宜」（よろしさ）の補訂的な働き。
    - 第11章 - 人は自己に対して「不正」を働き得るか。

#### 第6巻（知性的な卓越性(徳)についての概説・各論）
- 第6巻 - 全13章
  - 【知性的な卓越性(徳)】
  - 【概説】
    - 第1章 - その論究の必要。魂の「ことわりを有する部分」の区分 --- 「認識的」部分と「勘考的」部分。
    - 第2章 - 前者の目的は「純粋な真理認識」にあり、後者の目的は「実践的な真理認識」にある。

  - 【各論】
    - 第3章 - 「学（エピステーメー）」
    - 第4章 - 「技術（テクネー）」
    - 第5章 - 「知慮（プロネーシス（フロネシス））」
    - 第6章 - 「直知（ヌース）」
    - 第7章 - 「智慧（ソピア（ソフィア）」（「知慮」との比較）
    - 第8章 - 「知慮」と政治。「知慮」は個別にも関わる。

  - 【実践の領域に属するその他の知性的な卓越性(徳)】
    - 第9章 - 「思量の巧者」
    - 第10章 - 「ものわかり」「わかりの良さ」
    - 第11章 - 「情理」（「ものわかり」や「直知」との共通性）

  - 【知性的な卓越性(徳)に関する諸問題】
    - 第12章 - 問題とその答え。
    - 第13章 - つづき

#### 第7巻（抑制と無抑制、快楽-A稿）
- 第7巻 - 全14章
  - 【抑制（エンクラテイア（英語版） ）と無抑制（アクラシア）】
    - 第1章 - 「悪徳（カキア）」「無抑制（アクラシア）」「獣的状態（テーリオテース）」とその反対。「抑制」と「無抑制」に関する通説。
    - 第2章 - これらの見解に含まれている困難。こうした難点が解きほぐされなくてはならない。
    - 第3章 - 抑制力の無い人は「知りつつ悪しきことを成す」のだとすればこの場合の「知りつつ」とは何を意味するのか。
    - 第4章 - 「無抑制」はいかなる領域にわたるか。本来的な意味における「無抑制」と類似的な意味における「無抑制」。
    - 第5章 - 「獣的」「病的」な性質の「無抑制」は厳密な意味で「無抑制」とは言えない。
    - 第6章 - 「憤慨（テュモス）」についての「無抑制」は本来的な意味における「無抑制」ほど醜悪ではない。
    - 第7章 - 「我慢強さ」「我慢無さ」と「抑制」「無抑制」の関係、「無抑制」の2種 --- 「せっかち」と「だらしなさ」。
    - 第8章 - 「無抑制」と「悪徳」（放埒）の区別。
    - 第9章 - 「抑制」「無抑制」に似て非なるもの。「抑制」も一つの「中庸」だと言える。
    - 第10章 - 「怜悧（利口）」は「無抑制」と相容れても「知慮」は「無抑制」とは相容れない。

  - 【快楽（ヘードネー）-A稿】
    - 第11章 - 「快楽」の究明の必要。「快楽」は善ではないという三説とその論拠。
    - 第12章 - 前章についての全面的な検討。
    - 第13章 - つづき
    - 第14章 - つづき

#### 第8巻（愛1）
- 第8巻 - 全14章
  - 【愛（ピリア（フィリア））】
    - 第1章 - 「愛」の不可欠性とうるわしさ、いくらかの疑義。
    - 第2章 - 「愛」の種類は一つではない。その種別は「愛されるもの」の三種 --- 「善きもの」「快適なもの」「有用なもの」 --- によって分かれる。
    - 第3章 - したがって「愛」にも三種あるが、「善」のための「愛」が最も充分な意味における「愛」である。
    - 第4章 - 「善」のための「愛」とそれ以外の「愛」との比較。
    - 第5章 - 「愛」の場合における「状態」「活動」「情念」。
    - 第6章 - 三種の「愛」の間における種々の関係。
    - 第7章 - 優者と劣者の間の「愛」においては愛情の補足によって優劣の差が補われなくてはならない。
    - 第8章 - 「愛」においては「愛される」よりも「愛する」ことが本質的である。
    - 第9章 - 「愛」と「正義」の平行性。あらゆる共同体において各員の間に一定の「愛」が見出される。共同体の最も優位的なものは「国家共同体」である。
    - 第10章 - 国制（ポリテイア）の種類と家庭関係への類比。
    - 第11章 - 前章に応じた諸々の「愛」の形態。「愛」と「正義」は各種の共同関係において及ぶ限度が平行的である。
    - 第12章 - 種々の「血族的な愛」「夫婦間の愛」。
    - 第13章 - 各種の「愛」において生じる苦情への対策として、いかに相互の給付の均等性を保証するか --- 1.同種の動機による均等的な友の間において。
    - 第14章 - 2.優者と劣者との間において。

#### 第9巻（愛2）
- 第9巻 - 全12章
  - （つづき）
    - 第1章 - 3.動機を異にする友の間において。
    - 第2章 - 父親には全てを配すべきか。
    - 第3章 - 「愛」の関係の断絶に関する諸問題。
    - 第4章 - 「愛」の諸特性は「自愛」において最も明快に見られる。
    - 第5章 - 「愛」と「好意」
    - 第6章 - 「愛」と「協和」
    - 第7章 - 善行者が被善行者を愛することは後者が前者を愛する以上であるのはなぜか。
    - 第8章 - 「自愛」は不可であるか。
    - 第9章 - 「幸福」な人は友を要するか。
    - 第10章 - 友であるべき人の数には制限があるか。
    - 第11章 - 「順境」と「逆境」のどちらにおいてより多く友を要するか。
    - 第12章 - 「生を共にする」ということの「愛」における重要性。

#### 第10巻（快楽-B稿、結び）
- 第10巻 - 全9章
  - 【快楽（ヘードネー）-B稿】
    - 第1章 - 「快楽」を論じる必要性。「快楽」の「善悪」に関する正反対の二説。その検討。
    - 第2章 - 「快楽」は「善」であるとするエウドクソスの説。それに対する論駁の検討。
    - 第3章 - 「快楽」は「善」ではないとする説。その検討。
    - 第4章 - 「快楽」とは何か。
    - 第5章 - 「快楽」には色々の「快楽」がある、活動にも色々あるごとく。では何が「人間の快楽」であるか。それは何が「人間の活動」であるかから明らかになるだろう。

  - 【結び】
    - 第6章 - 究極目的（テロス）とされた「幸福（エウダイモニア）」とは何か。それは何らかの即自的に望ましい活動でなくてはならない。だが「快楽（ヘードネー）」は「幸福」を構成はしない。「幸福」とは「卓越性（アレテー）」に即しての活動である。
    - 第7章 - 究極的な「幸福」は「観照（テオーリア）的」な活動に存する。だがこうした純粋な生活は超人間的である。
    - 第8章 - 人間的な「幸福」は「倫理的な実践」を含む合成的な「善き活動」に存する。
    - 第9章 - 「倫理的卓越性」における善き「習慣付け（エトス）」の重要性。善き「習慣付け」のためには「法律（ノモス）」による知慮的にして権力ある「国家社会的な指導」が必要。「立法者的能力」の必要性。「立法（ノモテシア）」の問題は未開拓の分野である。我々は特に「国制（ポリテイア）」に関して論ずるだろう。 （『政治学』へと続く）

## 概要
書き出しで「いかなる技術や研究、実践や選択も、何らかの『善』を希求している」と取り上げ、「国(ポリス)においていかなる学問が行われるべきか、各人はいかなる学問をいかなる程度まで学ぶべきであるかを規律するのは『政治』であり、最も尊敬される能力、たとえば統帥・家政・弁論などもやはりその下に従属しているのをわれわれは見るのである。」と述べられている。「『人間というものの善』こそが政治の究極目的でなくてはならぬ」（第1巻第2章）とするが、「政治学の探求とは、知識ではなく実践が目的であり、年少者を含め情念(パトス)のままに追求するひとびとにとっては、無抑制的なひとに同じく知識は無益におわる」とも述べている（第1巻第3章）。
アリストテレスの見解によれば、人間にとって善い生活とは、「理性的で徳を伴った活動」である。徳とは、人間の性格における特性であり、さまざまな種類があるものの、幼少期から無意識に獲得される倫理的な徳と理性によって形成される知性的な徳とに二分される。そして、倫理的に追求するべき徳には、中庸という共通の構造があると述べられている。中庸とは、二つの悪徳の間に存在する構成する徳目である。たとえば、臆病と軽率という悪徳の中庸は、勇気である。また、野暮と道化という悪徳の中庸は、機知である。つまり、アリストテレスによれば、善い行為とは極端な行為ではなく節度ある行為であり、個々の状況に応じて適切な判断を下すことが善い生活をもたらすのである。アリストテレスは、幾何学における原理の追求という考え方を倫理学に持ち込むことを疑い、倫理学（形而上学）を実践的な学問だとして、独自の基準を認めていた（第2巻など）。
巻末（第10巻第9章）では、「よきひとたらんがためには、うるわしき育成や習慣づけを与えられること、そしてそれに基づいてよき営みのうちに生きてゆき、みずからすすんでする行為たると、然らざるとを問わず、あしき行為はおよそこれをなさないでゆくようにすることが必要であるとするならば、人々の生活が何らかの知性（ヌース）によって律せられ、強権を有するただしい指令によって律せられるのでなくてはならぬ。」と述べられ、「法律は政治学の作品のごときもの」として立法者的な素養を獲得する術を問題提起しながら締めくくっている。

## 内容

### 幸福
生きているということは植物にも共通の機能であると見られる。人間特有の機能として、魂（プシュケー）のことわりを有する部分の働きを考えるに、人間が行う活動の目的には、幸福がある。そして、「善きもの」「善きことがら」を追求するためには、正しい行動が重要である。幸福な生活のためには、一定の水準に達する金銭や容姿や家系も前提となる。しかし、より善く生きることは、より複雑な行為である。人生において生じるさまざまな状況に、自分の活動を適応させることが必要となるのである。それは、人間固有の特徴に基づく基準であり、動物などとは異なる人間的な卓越性を備えている人が善い人間である（第1巻第7、8、9章）。

### 放埓と怯懦、正義と不正義
怯懦（きょうだ）は、苦痛から生じる。それに対し、放埓（ほうらつ）は、快楽から生じる。したがって、放埓は、より随意的なものであって、より非難されるべきものである。放埓を意味する「アコラシア（＝無懲戒）」は、子供のワガママという意味も持つ。また、「不正なひと」は、「過多をむさぼりがちな不均等的なひと」のみでなく、むしろ「かえってより少なきを選ぶもの」をも含むものであるといえる（第3巻第12章）。「けち」や「臆病」も不正義なのである（第4巻第1章など）。

### 名誉に関する徳、矜持とその中庸
矜持ある人とは、「自分が大きいものに値していると考え、事実それに値しているごときひと」を意味している。みずからの価値に依拠せずしてかく考える人は、「痴呆」である。もとより小さい値のものがその値を自覚するのは、「節度」あるひとである。みずから大きいものに値すると考えるのであれば「倨傲」であり、それ以下の価値しかないように考えるひとは「卑屈」である（第4巻第3章）。
穏和とは、「怒り」に関する中庸である。怒りの不足は「意気地なし」といえ、痴呆とも考えられる。逆に超過は「癇癪の強い」「執念深い」人となり、復讐や懲らしめを行わないではいられない。男らしいと考えることもあるが、気むずかしいほうが始末が悪い（第4巻第5章）。

### 通約的な正義としての流通貨幣
相互的な需要が存在しなければ、交易は行われない。貨幣は、たとえ今は何も必要なものがなかったとしても、必要が生じたときにはそれが手に入るという将来の交易を保障するには役に立つ。それは、必ずしも常に等しい値を持たない。しかし、他のものと比較すれば、より多く持続する傾きを備えている。あらゆるものに価格を付しておく必要性のゆえである。貨幣は、いわば尺度として、すべてを通約的にすることによって均等化する。交易なくしては共同関係はなく、交易は均等性なしには成立せず、均等性は通約性なしには存在しない。かくも著しい差異のあるいろいろのものが通約的となるということは本当は不可能なのであるが、需要ということへの関係から充分に可能となる。何等か単一的なものの存在することを要するのであって、このものは協定に基づく。貨幣がすべてを通約的たらしめ、あらゆるものが貨幣によって計量される（第5巻第5章）。

### 法の中庸性
法の存在するのは不正義の存在するひとびとの間においてであり、裁判とは「正」と「不正」との判定を意味する。ひとびとは、自分へは無条件な意味での善を過多に、また無条件的な悪を過少に配するということが現にある。支配者は「正」の守護者なのであり、「正」の守護者ならば「均等」の守護者でもなくてはならぬ。支配者が他人のために苦労するひとである所以である。支配者にはそれゆえ何らかの報酬が与えられるべきであり、それはすなわち、名誉であり優遇である。ただ、こういったものをもってしては充分としないひとが僭主となる（第5巻第6章）。

### 国制の種類
あらゆる共同体は国という共同体の一部分であり、共同体のそれぞれに応じてそれ相当のフィリア（愛）が存在する（第8巻第9章）。国制には「君主制」・「貴族制」・「ティモクラティア（有資産者制・制限民主制）」の三種があり、最善のものは「君主制」で、最低なものは「ティモクラティア」である。またそれぞれ三種の逸脱形態として、自己の功益を考える「僭主制」・国に属するものを価値に背いて配分する「寡頭制」・国制本来の形態から少し逸脱した「民主制」に移行していく可能性がみられる。父親の支配は「僭主制」のそれで、夫婦間の富と力に即しては「寡頭制」に変じ、主人がいなくみんなが均等である場合には「民主制」が行われる。支配者と被支配者とを通づるいかなる共同的なものも存在しない場合においては、「正」もないが、愛もまたありえない（第8巻第10、11章）。

### 愛、友人と恋愛
いかなる愛も、共同性において存立する。そして、愛は、「血族的な愛」と「親友仲間の愛」の二つに分類することができる。親は、自分の一部として我が子を愛でる。子の親に対する愛は、「善きもの・優越的なもの」に対する愛という意味を持っている。なお、親は、「存在・養育・教育」の因を成しており、快とか有用とかを多分に有している。また、兄弟の愛においては、親友仲間と同じ諸特性が見出される。夫婦の間に愛の存するのは、本性に則したものと考えられる。家は国に先立つところの、より不可欠的なものであり、生殖はもろもろの動物に通ずる共通的なことがらであっても、人間のもろもろの機能はつとに分化されており男性と女性とではすでにその機能を異にし、生活の要求する万般のことがらを目的とするものだからである（第8巻第12章）。
すべての非類似的な当事者間の愛において、お互いを均等化しその愛を保持するところのものは、「比例的(アナロゴン)」ということに他ならない。同国民の間における代償には、共通の尺度たる貨幣というものが与えられている。しかし、恋愛といったような性質のものになると、そうはいかない。一部の者は、相手の「ひととなり」ではなく、相手を快楽のゆえあるいは有用のゆえに愛しているに過ぎず、自分がまさに「必要とする価値に応じて」関心をもつものである（第9巻第1章）。「有用」とか「快」のゆえに友人たるひとびとのあいだにおいては、お互いがもはやこれらを持たなくなったとき、その愛(フィリア)を解消するにいたるとしても、少しもおかしくはないといえる（第9巻第3章）。
友人は、必要という点からいえば、逆境において有用なひとびとが必要とされる。しかし、うるわしいという点からいえば、順境においてよきひとびとに善を施すことのほうが、より好ましい。本能的に男性的なひとびとは、友人が自分と苦痛を共にしてくれることのないように気をくばるのであって、そうでない人は、嘆きあう仲間を悦ぶ。悪を分与することはできるだけ避くべきである（第9巻第11章）。恋愛しているひとびとにとっては、自分の恋人を見るということが望ましいことであり、親しい相手と「生を共にする」ということが何よりも好ましいのではないか。愛(フィリア)とは自他の共同なのである（第9巻第12章）。

## ソクラテスとの対比
アリストテレスは、倫理的性状に関して、好ましくなく避けるべきものとして「悪徳」「無抑制」「獣性」の三者を述べている。そして、それらと対立する言葉として「徳」「抑制」「（神的な、英雄的な）我々を超えた徳」を挙げている。また、「正しい判断を下していながら無抑制に陥る」ことの意味を、ソクラテスのそれと対比させている。ソクラテスは対話篇『プロタゴラス』において、「悪いことをするのは、無知による」という考えを採用している。つまり、悪いことをするのは、「認識を有していながら、快楽によって克服されるわけではなく、彼の有していたところのものは、実は単なる臆見でしかなかったのである」と主張するのである。それに対して、アリストテレスは、エウドクソスやプラトンを比較しながら、快楽（ヘドネー、肉体的なものも含み）を単独で「善」とせず、快楽に向かう「運動(キネーシス)」や「状態(ヘクシス)」や「生成(ゲネシス)」を考察する。そして、快楽を維持することが逆に「苦痛」を伴うことにも触れ、幸福な生活に向かう卓越性(アレテー)を伴った倫理的性状(エートス)として、中庸という概念を導いている（第7巻第1・2章、第10巻第2章など）。

### 訳書
- 高田三郎訳 『ニコマコス倫理学』（岩波文庫（上・下）、1971年）。ISBN 4003360419/ISBN 4003360427
  - ワイド版岩波文庫（上・下）、2012年。ISBN 400007346X/ISBN 4000073478
- 加藤信朗訳 『ニコマコス倫理学　アリストテレス全集13』（旧版）（岩波書店、1973年、復刊1988年）
- 神崎繁訳 『ニコマコス倫理学　アリストテレス全集15』（新版）（岩波書店、2014年）。ISBN 978-4000927857
- 朴一功訳 『ニコマコス倫理学』（京都大学学術出版会〈西洋古典叢書〉、2002年）。ISBN 978-4876981380
- 渡辺邦夫・立花幸司訳 『ニコマコス倫理学』 光文社古典新訳文庫（上・下）、2015年12月-2016年1月。ISBN 978-4334753221/ISBN 978-4334753245